# Knau
Knau är en ortsteil i kommunen Neustadt an der Orla i Saale-Orla-Kreis i förbundslandet Thüringen i Tyskland. Knau var en kommun fram till 31 december 2019 när den uppgick i Neustadt an der Orla. Kommunen Knau hade 718 invånare 2019.